# Ebensee am Traunsee
Ebensee am Traunsee er en by og kommune i den østrigske delstat Oberösterreich. Ebensee am Traunsee, der er beliggende i distriktet Gmunden, har 8.250 indbyggere og ligger i en højde af 443 m i Traunviertel ved den sydlige bred af Traunsee. Kommunen har en samlet størrelse på 194,5 km² og 63,7 % af arealet er dækket af skov. I kommunen ligger byerne Ebensee, Kohlstatt, Lahnstein, Langwies, Oberlangbath, Plankau, Rindbach, Roith, Trauneck, Unterlangbath. Endvidere er kommunen opdelt i følgende katastralgemeinde: Ebensee, Langwies, Oberlangbath, Rindbach og Roith.

## Historie
Området lå oprindelig i den østlige del af hertugdømmet Bayern, men i 1180 kom det under hertugdømmet Steiermark, som de østrigske Babenbergere arvede i 1192. Ebensee nævnes første gang i kilder i 1447.
På grund af træmangel kunne saltsyderiet i Hallstatt ikke udbygges yderligere. Derfor bestemte kejser Rudolf II. i 1596, at der skulle bygges et syderi i Ebensee, hvilket blev realiseret i 1604. Den 8. februar 1607 blev den første salt sydet i Ebensee. Tilførslen af saltvand skete gennem en 40 kilometer lang rørledning fra saltbjerget i Hallstatt.
Saltsydning betød en forøgelse af indbyggertallet og i 1625 havde Ebensee 1.000 indbyggere. I 1729 fik Ebensee sin egen katolske kirke.
I 1835 brændte saltsyderiet sammen med flere huse og kirketårnet, men syderiet, der var et vigtigt livsgrundlag for byen, genopbyggedes. Byen blev tilsluttet det østrigske jernbanenet i 1877 med etableringen af en station på Salzkammergutbahn, og det gav mulighed for tilførsel af kul til saltsyderiets store forbrug af brændstof. I 1883 etablerer brødrene Alfred og Ernest Solvay en ammoniak-soda fabrik – Solvay-værket. Produktionen fortsatte i byen til 2005.
I 1. verdenskrig mistede byen 218 indbyggere og yderligere 6 savnedes. Siden 1918 har byen hørt til delstaten Oberösterreich. I 1929 blev Ebensee købstadskommune.
Efter Østrigs Anschluss til Nazi-Tyskland i 1938 hørte Ebensee til Gau Oberdonau, og i 1943 etableredes Koncentrationslejren Ebensee, der var en satellitlejr til Koncentrationslejren Mauthausen. Lejren blev befriet den 6. maj 1945.
Den 23. september 1963 udføte italienske terrorister, som led i konflikten om Sydtyrol, et bombeangreb mod saltsyderiet, den lokale svævebane og et mindesmærke. Herved omkom en politibetjent og yderligere fire personer såredes.

## Ørneborgen
I 1968 var Ebensee, sammen med byerne Werfen, Lofer og Aigen, kulisse til Alistair MacLean-filmen Ørneborgen med Richard Burton, Clint Eastwood og Mary Ure i hovedrollerne. I Ebensee anvendte man svævebanen, der blev bygget i 1927, til filmens kendte liftscener. Som kulisse til selve borgen benyttede man Burg Hohenwerfen ved Werfen.